# Cosme de la Torriente
Cosme de la Torriente i Peraza (nascut a la hisenda paterna "La Isabel", prop de Jovellanos, Matanzas, Cuba, 27 de juny de 1872 – L'Havana, 7 de desembre de 1956) va ser un militar, polític, advocat i estadista cubà.
Va estudiar a la Universitat de l'Havana on es va llicenciar en filosofia i lletres el 1892 i en dret el 1898. En 1895, en els començaments de l'última guerra separatista, Torriente va partir per als Estats Units i va organitzar nombroses expedicions filibusteres, per la qual cosa diverses vegades va ser empresonat, servint després, fins al final de la guerra, a les ordres de Máximo Gómez, Calixto García i altres, sent a la terminació de la campanya coronel d'Estat Major General, amb la qual ocupació va prendre part al Setge i presa de Santiago de Cuba.
En cessar a la Gran Antilla la sobirania espanyola, el general americà Ludlow, governador militar de l'Havana, el va nomenar secretari del Govern civil i més tard Governador de la província. En 1899 va exercir el càrrec de magistrat de la Cort d'Apel·lació de Santa Clara, passant després amb la mateixa ocupació a Matanzas, on va romandre fins a 1903, en què va ser enviat a Espanya com a secretari de la Legació, sent després encarregat de Negocis i, per acabar, ministre i enviat extraordinari per representar el seu país a les noces d'Alfons XIII, concedint-se en aquella ocasió la gran creu d'Isabel la Catòlica.
El primer tractat que es va negociar entre Espanya i Cuba, que va ser el d'extradició, va ser signat per Torriente. El 1906, quan va esclatar la revolució amb Estrada Palma, seguida de la intervenció americana, Torriente va dimitir del seu càrrec i va romandre algun temps de la vida política dedicant-se a l'exercici de l'advocacia. Des del seu retorn d'Espanya, però, havia estat un dels fundadors i organitzadors del partit nacional conservador, del qual fou secretari, vicepresident i president.
Triat senador el 1918, fou secretari d'Estat durant la presidència de Menocal, i li correspon en aquesta qualitat la declaració de guerra de Cuba als Imperis Centrals. Fou president de la Legació cubana en la Lliga de les Nacions i president de la mateixa; Ambaixador de Cuba a Washington. Va ser corresponent de la Reial Acadèmia Hispanoamericana de Ciències i Arts i de la Reial Societat Geogràfica de Madrid, membre honorari de la Facultat de Ciències polítiques i administratives de la Universitat de Sant Marc de Lima i corresponent de la Hispanic Society d'Amèrica.
Va publicar:
- La ley del impuesto para el Empréstito (1917);
- La cooperación de Cuba en la guerra (1917);
- El servicio militar obligatorio (1918);
- La Liga de las Naciones, trabajos de la segunda Asamblea (1922);
- Cuba, Bustamante y el Tribunal permanente de Justicia internacional (1922);
- Cuba, los Estados Unidos y la Liga de las Naciones (1922);
- Cuba en la vida internacional (2 volums, 1922);
- Las relaciones de Cuba y los Estados Unidos conforme al Tratado permanente (1923);
- Actividades de la Liga de las naciones (1923).[1]